# SQLyog
SQLyogは、MySQLのRDBMS用のGUIツールである。これは、インドのバンガロールと米国カリフォルニア州サンタクララに本拠地を置くWebyog, Inc.によって開発された。 SQLyogは世界中の30,000人以上の顧客が使用しており、200万回以上ダウンロードされている。

## 歴史
SQLyog バージョン0.9は、開発の8か月後、2001年に初めて公開された。 SQLyogは当初、ソースコードが無料で入手できたが、完全な商用ソフトウェアとなったv3.0以降、非公開になった。現在、SQLyogは自由ソフトウェアとして無料で配布されているものと有償版がある。自由ソフトウェアはGitHubでCommunity Edition として配布されている。有償版はProfessional Edition、Enterprise Edition、Ultimate Editionsとして販売されている。

## 特長
SQLyogの優れた特長 は以下のとおりである。
- 64ビットバイナリはバージョン11.0から入手可[5]。
- シンタックスハイライトとさまざまな自動書式設定オプションを備えたエディタ。
- インテリジェントなコード補完。
- データ操作（INSERT、UPDATE、DELETE）は、スプレッドシートのようなインターフェースから行うことができる。生テーブルデータとクエリからの結果セットの両方を操作可。
- ビジュアルなスキーマデザイナー。
- ビジュアルクエリビルダ。
- クエリフォーマッタ。
- 接続オプション：MySQL API（SSL対応）、HTTP / HTTPSトンネリング、SSHトンネリングを使用したダイレクトクライアント/サーバー。
- ウィザードを使用してODBCデータベースからデータをインポートするツール。
- 無人バックアップを実行するためのバックアップツール。バックアップは、圧縮され、必要に応じて、タイムスタンプで識別されるだけでなく、テーブルごとのファイルとして格納されてもよい。
- 「SQL Scheduler and Reporting Tool」 - SQL文のシーケンスの実行をスケジューリングおよび自動化するためのツール。クエリの結果は、HTML形式のレポートとして送信される場合がある。
- スキーマ/構造の同期とデータの同期。
- クエリプロファイラと冗長インデックスファインダ。
- すべての自動化されたジョブには、メールのアラートとレポートのオプションあり。
- 完全な文字セット/ Unicodeサポート。
- ユーザーがSQLにトランスペアレントに翻訳したGoogleタイプの検索構文を使用する「データ検索」[6] 機能。
- 一度に1つの行を表示するフォームビュー[7] - データを入力・編集するのに最適な方法である。
- 外部キー検索。
- ビジュアルデータ比較[8]。

## 技術的仕様
- Win32 APIを使用してC++でプログラミングおよび開発された。ランタイム（.NET、Javaなど）には依存していない。
- MySQL C APIを使用してMySQLサーバと通信する。 （ODBC / JDBCなど）「データベース抽象化レイヤー」に依存していない。
- SQLiteを使用して、グリッド設定のような内部データを格納する。ゆえに、これらの設定は、テーブルごとにセッション全体で持続する。

## プラットフォーム
SQLyogは、Windows Vista からWindows 10へのWindowsプラットフォーム上で動作する（Windows 9x / MEではUnicodeがサポートされていなかったため、バージョン5.0でサポートを終了し、バージョン8.6でWindows 2000のサポートを終了、バージョン12.5でWindows XPのサポートを終了した）。 また、Wine環境を使ってLinuxや様々なUnix（macOSを含む）で動作するようになっている。 さらに、SQLyog Enterprise / Ultimate機能のサブセットは、Linux用の無料SJA（SQLyog Job Agent）をネイティブLinuxユーティリティとして使用できる。 これにより、Windows環境での「スケジュール化されたジョブ」と、Linux環境とのシームレスなポート実行パラメータの指定とテストが可能になる。

## サポート
Webyogは、チケットベースのサポートシステムを中心に顧客に優先的なサポートを提供している。Community Editionのユーザーは、登録ユーザーが15000人を超える Webyog Forums を通じてサポートを受けることができる。 Webyogには、最もよく尋ねられる質問に答える広範なFAQもある。

## 参照
- データベース接続クライアント